# ویرس، هوت وین
ویرس، هوت وین (به فرانسوی: Vayres, Haute-Vienne) یک کمون در فرانسه است که در Canton of Rochechouart واقع شده‌است.

## خصوصیات
ویرس ۳۸٫۱۳ کیلومترمربع مساحت و ۹۱۹ نفر جمعیت دارد.